# ОШ „Ратко Жарић” Никшић
ЈУ ОШ „Ратко Жарић” је једна од основних школа на подручју општине Никшић. Налази се у Улици Његошева број 16, у Никшићу. Име је добила по Ратку Жарићу учеснику Народноослободилачког рата који је стријељан од стране италијанских окупатора.

## Историјат
Основна школа "Ратко Жарић" је изворни насљедник некадашње "Народне основне школе" која је основана 1878. године и "Ниже реалне гимназије". Подјелом "Народне основне школе" формирале су се двије нове школе Прва и Друга осмогодишња школа. Друга осмогодишња школа (садашња школа "Ратко Жарић") почела је рад са 16 одјељења у којима је било укупно 740 ученика. Први часови редовне наставе у Другој осмогодишњој школи одржани су 14. септембра 1950. године. Рад у новој згради је почео са 8 учионица, 3 канцеларије и другим помоћним просторијама. Зграду је користила и Учитељска школа за потребе своје вјежбаонице. У децембру 1951. године при Другој осмогодишњој школи отпочела је са радом Школа за опште образовање радника - популарно Радничка гимназија. Школа је промијенила назив у "Ратко Жарић 18. септембра 1959. године. Зграда у којој се данас налази школа изграђена је 1960. године. Те године је уписан 1061. ученик. Награду "Октоих" школа је добила 1972. године, а награду "18. септембар" највеће признање Скупштине општине Никшић 1973. године. Добитник је и Ордена заслуга за народ са сребреним зрацима, затим Златне плакете Народне технике Југославије, Повеље и Златне плакете савезног одбора Покрета "Наука младима" Југославије као и око педесетак других награда, признања и преко 400 разних диплома. Лист ученика ове школе зове се "Школско огледало".